# Петер Пухер
Петер Пухер (словац. Peter Pucher; нар. 12 серпня 1974, Пряшів, ЧССР) — словацький хокеїст, центральний нападник. Виступає за «Тельч» у четвертому чеському дивізіоні.
Вихованець хокейної школи ХК «Пряшів», де й розпочав свою кар'єру професійного гравця. Також виступав за ШКП (Попрад), ХК «Кошиці», ХК «Зноємсті Орлі», ХК «Пардубиці», «Комета» (Брно), «ХКм Зволен», «Орлі Зноймо», «Моровські Будейовиці 2005», «Вайгар» (Їндржихув Градець). В елітному дивізіоні Чехії — 551 матч (147+283), в елітному дивізіоні Словаччини — 353 (130+175).
У складі національної збірної Словаччини провів 144 матчі (23 голи); учасник чемпіонатів світу 1994 (група C), 1997, 1999, 2000, 2001, 2002 і 2005.
Чемпіон світу (2002), срібний призер (2000). Чемпіон Словаччини (1999). Срібний призер чемпіонату Чехії (2007), бронзовий призер (2006).
Брат: Рене Пухер.